# Arcangela Tarabotti
Arcangela Tarabotti (24 de febrero de 1604 - 28 de febrero de 1652) fue una monja veneciana y escritora italiana de la Edad Moderna. Tarabotti escribió textos y mantuvo correspondencia con figuras culturales y políticas durante la mayor parte de su vida adulta, ocupándose en sus obras y debates fundamentalmente de las cuestiones de la clausura y lo que ella veía como otros síntomas y sistemas de patriarcado y la misoginia. Tarabotti escribió al menos siete obras, aunque sólo cinco llegaron a ser publicadas durante su vida. Debido al contenido político de las obras de Tarabotti, muchos estudiosos la consideran "una escritora protofeminista y una de las primeras teóricas políticas".

## Vida y clausura

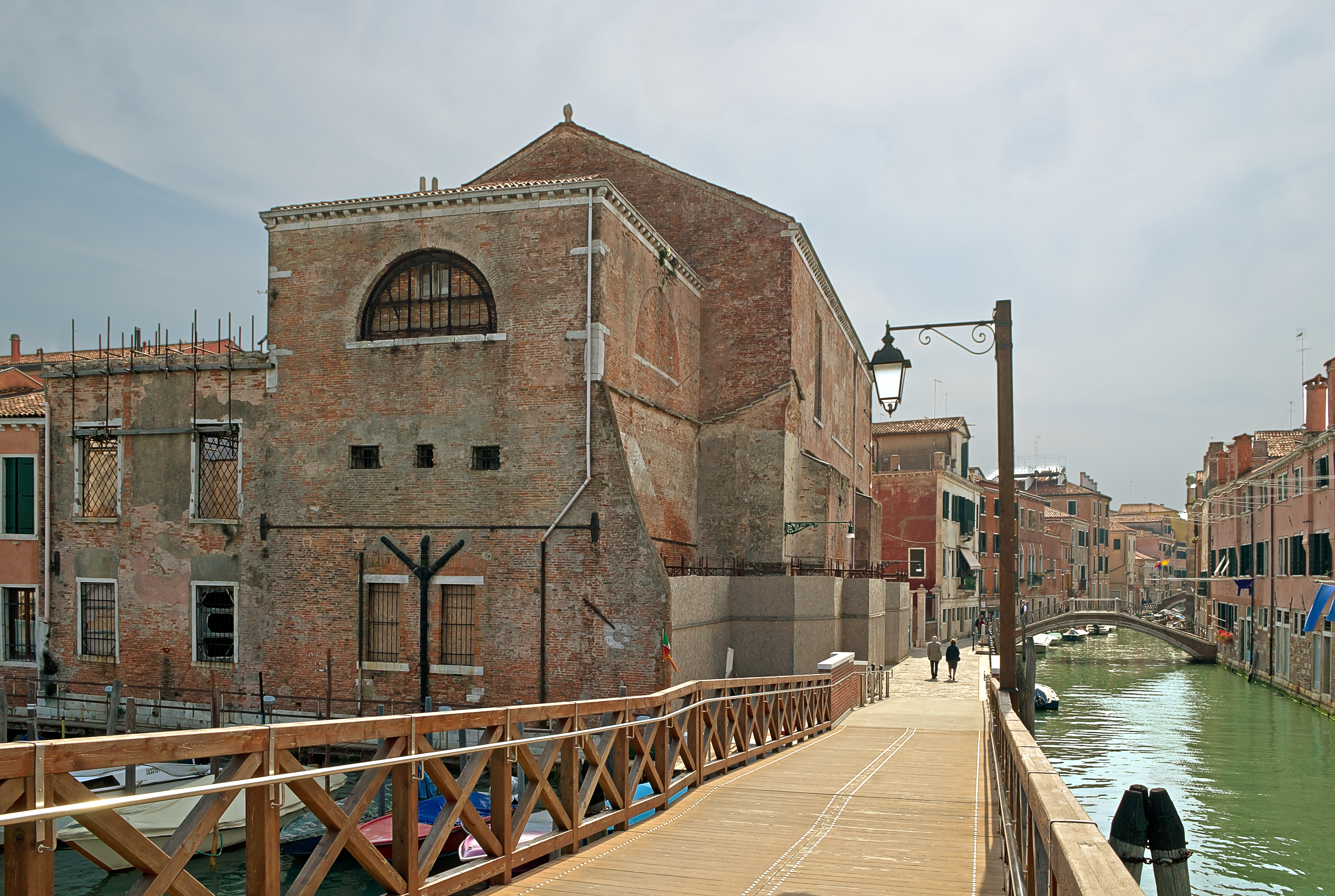
Convento de Santa Ana en Venecia

La hermana Arcangela Tarabotti nació como Elena Cassandra Tarabotti en Castello, Venecia. Sus padres fueron Stefano Tarabotti y María Cadena. Una de sus hermanas fue la pintora Caterina Tarabotti. Tarabotti tenía diez hermanos y era la mayor de las siete niñas. Como su padre, tenía discapacidad física, lo que la hacía sentir físicamente débil y puede haber contribuido a la conclusión por parte de su padre de que no era apta para el matrimonio. Según ella, a la edad de 11 años (en 1615), Tarabotti fue enviada como interna al convento benedictino de Sant'Anna, pero los documentos del convento tan sólo certifican su presencia a partir de 1617. El ingresó en conventos — especialmente de hijas consideradas “incasables”—era común en la Europa moderna temprana; esta práctica, especialmente cuando era forzada o coaccionada, fue objeto de las obras críticas de Tarabotti. La Chiesa di Sant'Anna sigue en pie en el distrito Castello de Venecia, aunque el interior del edificio actualmente es inaccesible, está tapiado y cerrado con candado.
En 1620, Tarabotti hizo sus primeros votos y, en 1623, hizo sus votos perpetuos, haciendo permanente su estatus monástico. Se dice que, al menos durante sus primeros años en el claustro, Tarabotti había sido rebelde y franca; Tarabotti cuenta que vestía el hábito religioso de manera mundana o se cortaba el pelo igual hasta que se lo ordenó directamente el cardenal católico y patriarca de Venecia, Federico Baldissera Bartolomeo Rincón o Cornaro. Sus creencias, sin embargo, se mantuvieron sin cambios; Tarabotti escribió en su autobiografía, explicando que "Él me hizo enmendar mis vanidades. Me corté el cabello, pero no desarraigé mis emociones. Reformé mi vida, pero mis pensamientos florecen desenfrenadamente, y al igual que mi cabello rapado, crecen todos incluso más." De hecho, aunque Tarabotti fue menos rebelde de cara al exterior a partir de entonces, escribió que, al vivir como monja, estaba "viviendo una mentira".
Las monjas en ese momento vivían bajo estricto encierro en el claustro y separadas de la sociedad laica, y el derecho canónico les prohibía interactuar con personas fuera del claustro. Encerrada como estaba, Tarabotti logró educarse, leyendo y escribiendo una gran cantidad de libros prohibidos durante sus años en el convento; no solo eso, Tarabotti también logró hacer circular sus obras entre sus pares a través de correspondencia, y parece haber recibido muchas visitas de personas externas, todo lo cual, contactos y correspondencia fueron en desobediencia directa a los funcionarios de la Iglesia.
Durante su enclaustramiento, Tarabotti parece haberse educado y creado una impresionante red de corresponsales, entre ellos varios escritores, científicos y figuras políticas. Tarabotti utilizó esta red para participar en un discurso político y literario crítico con figuras culturales y políticas, y para ayudar en la edición y publicación de cinco textos durante su vida (y, Paternal Tyranny, su obra más preciada, dos años después de su muerte). Aunque a veces las mujeres de clausura tenían oportunidades de educarse y a veces tenían acceso a libros y materiales de escritura, el nivel de educación de Tarabotti parecía único incluso entre este grupo de mujeres; de hecho, algunos historiadores han señalado que a pesar de que su letra no estaba "muy por encima del promedio", su cultura y habilidades claramente lo estaban. Sin embargo, lo más inusual puede haber sido la política radical de Tarabotti y sus conexiones con comunidades literarias y políticas influyentes.
Sus obras incorporan una profunda crítica al trato cada vez más limitante de la Iglesia Católica hacia sus agentes femeninas en el siglo XVII. Destaca en particular el papel de la educación y las disparidades entre las oportunidades de escolarización de hombres y mujeres. Su argumentación se basa en su totalidad en evidencia bíblica, destacando la prominencia de las discípulas entre los seguidores de Jesucristo dado el contexto patriarcal del judaísmo del primer siglo y, en consecuencia, argumentando que las mujeres deberían tener un papel más significativo en la iglesia y el mundo contemporáneos.

## Correspondencia y pares
Algunos historiadores sostienen que las Cartas publicadas de Tarabotti revelan un "conjunto amplio y poderoso de corresponsales que incluían importantes figuras culturales y políticas de todo el norte de Italia y de Francia". De hecho, Tarabotti se correspondió con una variedad de personas, desde científicos subversivos hasta escritores conocidos. Tarabotti fue la única mujer escritora en Venecia de la que se tiene constancia de que mantuvo una relación y correspondencia con Giovanni Francesco Loredan, fundador de la sociedad literaria Incogniti, y disfrutó de su patrocinio, y se jacta en sus Cartas de su correspondencia con muchos otros miembros de la élite veneciana. Tarabotti también mantuvo correspondencia e intercambió su trabajo con Francesco Pona, un autor subversivo de varias novelas eróticas y obras deliberadamente anticlericales; con el padre Angelico Aprosio, un erudito de élite de Ventimiglia; con un "monje cartujo fugitivo" cuyas obras también criticaban el enclaustramiento forzado y el maltrato de las mujeres en el claustro; con Giovanni Francesco Busenello, un exitoso abogado italiano, prolífico poeta  y libretista aclamado; y con el conde Pier Paolo Bissari de Vicenza, otro escritor cuyas obras van desde la prosa hasta la poesía y los libretos. Posiblemente después de la publicación de las Cartas de Tarabotti, comenzó una correspondencia con Ismaël Bullialdus, un destacado astrónomo y matemático, a quien había conocido cuando él estaba en Venecia visitando al embajador francés y su esposa en 1645-1646.
Sus cartas sitúan a Tarabotti en una comunidad académica de escritores, científicos y otras figuras políticas y culturales importantes, donde su presencia como mujer fue única y duramente conquistada. Su correspondencia publicada también deja clara su inquebrantable determinación de distribuir sus obras y difundir sus mensajes políticos. De hecho, especialmente en el caso de Paternal  Letters —el texto que muchos historiadores dicen fue su obra más preciada y tal vez la más políticamente subversiva— revela una saga continua, altamente estratégica y a menudo decepcionante, aunque impresionante, de solicitudes de patrocinio y ayuda editorial.
La correspondencia entre Tarabotti e Ismaël Bullialdus fue la vía de publicación de las obras de Tarabotti La tirannia paterna y La semplicita` ingannata, también conocidas como La tiranía paterna y La inocente engañada. Ambas fueron publicadas póstumamente. La correspondencia de Tarabotti y Bullialdus amplía nuestra comprensión de las nociones sociales de la época, incluida la participación femenina y la colaboración entre hombres y mujeres. La correspondencia también fortalece nuestra visión de Ismaël Bullialdus, quien fue un ávido defensor de Galileo y un defensor de las verdades científicas, pero también muestra activismo social al ayudar a Tarabotti a publicar sus obras que difundirían la injusticia que involucraba al sistema paternal que condujo a su adoctrinamiento forzado en la iglesia.

## Escritura y acción política
Las críticas abiertas de Tarabotti al ingresó forzoso de las mujeres en los conventos, la misoginia y otras facetas de los sistemas patriarcales la convirtieron en una escritora política única. No sólo era único el contenido de la obra escrita de Tarabotti, sino también su estilo: su modo de escribir combinaba autobiografía, relato ficticio, crítica literaria, manifiesto político, invectiva y hermenéutica para crear obras poderosas que promovían una política protofeminista provocadora.
Tiranía paternal, considerada la obra más preciada de Tarabotti, deja al descubierto su política radical. Lynn Lara Westwater, una historiadora que ha investigado y escrito mucho sobre la vida y las obras de Tarabotti, llama a Tiranía paternal  "mordaz y profundamente subversiva". Tiranía paternal fue de hecho subversiva, y fue recibida como tal: en 1654, el año en que se publicó, la Congregación del Índice intentó colocarla en el Índice de Libros Prohibidos -y, por lo tanto, efectivamente prohibida. La tiranía paternal fue finalmente incluida en el índice en 1661.

De "Con lengua veraz y pluma fiel": Arcangela Tarabotti contra la tiranía paternal" de Elissa B. Weaver
No perdonó a los padres, ni al Estado veneciano que silenciosamente apoyó la práctica para limitar el tamaño de la aristocracia, ni a la Iglesia, que lo condenó oficialmente pero permaneció silenciosamente cómplice, no dispuesta a defender sus principios y el ejercicio del libre albedrío. La queja de Tarabotti no quedó en un plano personal. Ella entendía que la misoginia era la fuente de su opresión y que todas las mujeres eran sus víctimas, y pasó su vida defendiendo a las mujeres y exponiendo la falta de lógica de los argumentos sobre su inferioridad y opresión. A través de sus escritos y su poderosa personalidad, Arcangela Tarabotti estableció conexiones en el mundo literario y editorial de Venecia y más allá, y a pesar de ser una monja de clausura pudo publicar su obra. Ella no podía dejar sin respuesta el comportamiento misógino de los hombres: escribió que "el que pica, debe ser picado".
La tiranía paternal está organizada en tres secciones o "libros", cuyo tema unificador son las estructuras de poder (desde las jerarquías estatales y gubernamentales hasta las jerarquías dentro de la iglesia y las jerarquías de género) que garantizan la subyugación de las mujeres, especialmente al obligarlas a entrar en el claustro y negarles una educación suficiente. En Tiranía paternal, Tarabotti critica las narrativas misóginas de los escritos populares europeos, apoyando sus mensajes a favor de las mujeres con textos como la Biblia, la Divina Comedia de Dante y las obras de otras escritoras venecianas como Lucrezia Marinella. En conjunto, el texto combate lo que su título afirma: la tiranía masculina.

## Legado
Arcangela Tarabotti ha ido ganando importancia en la historia, específicamente en la historia del feminismo, desde su redescubrimiento a fines de la década de 1930 por Benedetto Croce, Giuseppe Portigliotti y Emilio Zanette. En los últimos años se han publicado numerosos estudios y trabajos críticos sobre Tarabotti cuyos autores han sido Elissa Weaver, Lynn Westwater y Meredith Ray, y Letizia Panizza.

## Obras
La siguiente es una lista de las obras publicadas de Tarabotti (en fecha cronológica de publicación).
- Paradiso monacale o El paraíso monástico (publicado en 1643).
- Antisatira o Antisatire (pub. 1644), una respuesta anónima a *Contro 'l lusso donnesco satira menippea (1638) de Francesco Buoninsegni.
- Lettere familiari e di complemento o Cartas (pub. 1650).
- Le Lagrime D'Arcangela Tarabotti o Las lágrimas de Arcangela Tarabotti (pub. 1650).
- Che le donne siano della specie degli uomini Difesa delle donne o Que las mujeres son de la raza humana. Defensa de la Mujer (pub. 1651 bajo el seudónimo de Galerana Barcitotti), respuesta al tratado anónimo Che le donne non siano della spezie degli uomini. Discorso piacevole o Las mujeres no pertenecen a la especie humana. Un discurso divertido (1647).
- Tirannia paterna o Tiranía paternal (pub. póstumamente en 1654 como La semplicità ingannata o Inocencia engañada).
- El infierno monacal o La vida monástica como infierno (publicado póstumamente en 1990).